# Sakassou
Sakassou – miasto w Wybrzeżu Kości Słoniowej, w dystrykcie Vallée du Bandama, w regionie Gbêkê, w departamencie Sakassou.